# Safakis
Safakis (arab. ‏صفاقس‎, Şafāqiş, fr. Sfax) – miasto portowe na wschodnim wybrzeżu Tunezji, ośrodek administracyjny gubernatorstwa Safakis, nad zatoką Mała Syrta, 270 km na południowy wschód od Tunisu. W 2014 roku mieszkały w nim około 273 tysiące osób (2013). Drugie co do wielkości miasto kraju.
W mieście rozwinął się przemysł chemiczny, spożywczy, włókienniczy, metalowy, obuwniczy oraz rzemieślniczy.

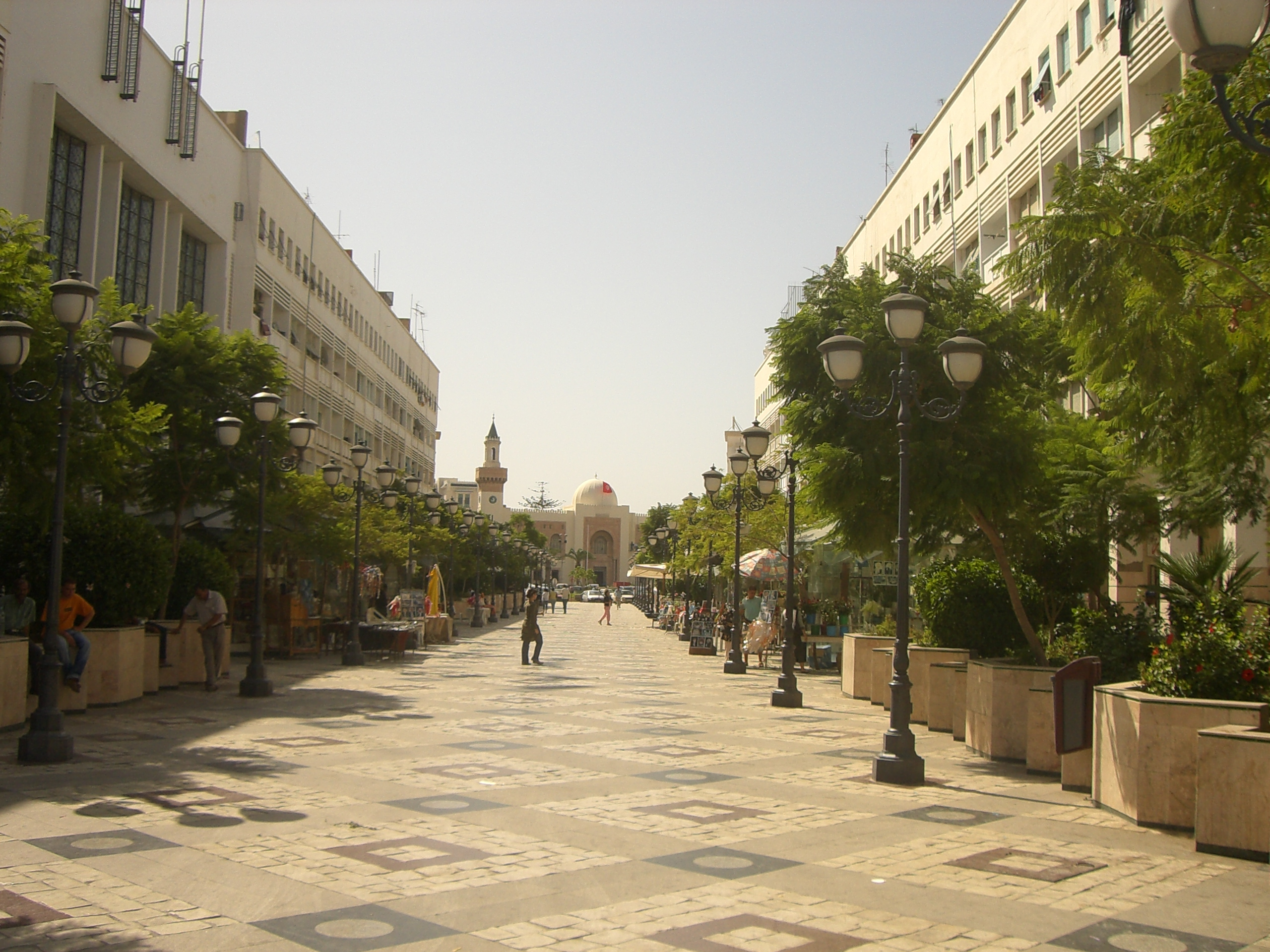
Ulice miasta
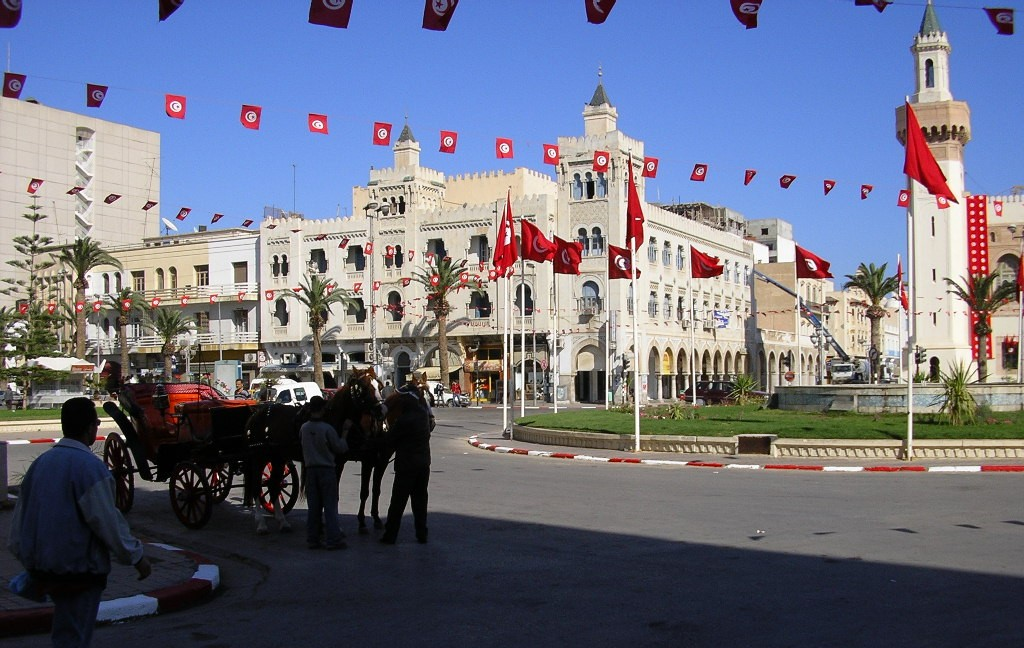
Plac Republiki
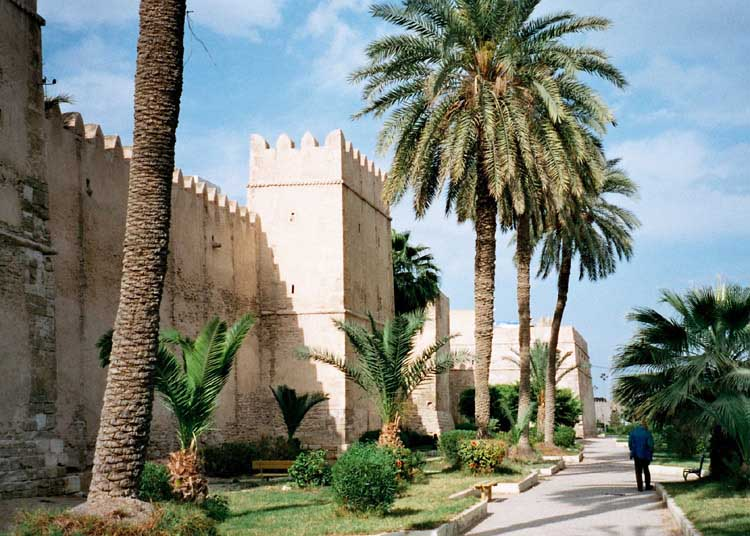
Medyna

## Miasta partnerskie
- Casablanca (Maroko)
- Dakar (Senegal)
- Grenoble (Francja)
- Machaczkała (Rosja)
- Marburg (Niemcy)
- Oran (Algieria)